# Соколов, Фёдор Борисович
Фёдор Борисович Соколов (ивр. פיודור סוקולוב‎, род. 14 декабря 1984 года в Москве) — израильский фигурист выступавший в парном катании со своей женой Екатериной Соколовой. Они двукратные чемпионы Израиля 2008 и 2009 года.
.

## Карьера
Фёдор Соколов начинал свою карьеру фигуриста в одиночном катании, был членом юниорской сборной России, тренеры в одиночном катании: Рафаэль Арутюнян, Марина Кудрявцева, Галина Василькевич. В связи с семейными обстоятельствами в 17 лет объявил об окончании карьеры, однако через год вернулся в фигурное катание, сменив дисциплину стал выступать в парном катании.
Фёдор Соколов и Екатерина Сосинова начали кататься вместе в 2003 году и первоначально представляли Россию, но на международный уровень не выходили. Тренировались они у Георгия Проскурина, а позже у Владимира Захарова.
В 2006 году паре поступило предложение выступать за Азербайджан. Однако, из-за проблем с документами Екатерины были сняты с чемпионата Европы 2007 года.
Документы так и не были оформлены.
В 2007 году по предложению Израильской федерации фигурного катания, Фёдор репатриировался на историческую родину и получил израильское гражданство. Пара начала представлять Израиль с сезона 2007—2008. Израильская федерация договорилась о тренировках с Николаем Матвеевичем Великовым. Дуэт перебрался в Санкт-Петербург.
Они выиграли свой первый чемпионат Израиля в 2008 году. На чемпионате Европы 2008 года Сосинова и Соколов стали 12-ми.
В марте 2008 года пара поженилась. Екатерина взяла фамилию мужа и теперь выступает как Екатерина Соколова.
В сезоне 2008—2009 пара участвовала в одном этапе Гран-при «Cup of Russia», где заняла восьмое место. На чемпионате Израиля 2009 года они подтвердили свой чемпионский титул. На чемпионате Европы 2009 года, занимая, после короткой программы 20-е место, пара снялась с турнира, из-за того что во время исполнения произвольной партнёрша поранила себе ногу лезвием конька. На чемпионате мира 2009 года заняли 21-е место.
Начиная с сезона 2008—2009 участия в соревнованиях не принимают.
В настоящий момент Фёдор Соколов занимается тренерской деятельностью.

## Программы
| Сезон     | Короткая программа                 | Произвольная программа         |
| --------- | ---------------------------------- | ------------------------------ |
| 2008—2009 | Щелкунчик by Петр Ильич Чайковский | Метель by Георгий Свиридов     |
| 2007—2008 |                                    |                                |
| 2006—2007 | Фламенко by ДиДюЛя                 | Человек-паук by Дэниел Эльфман |

## Спортивные достижения
| Соревнования                  | 2007—2008 | 2008—2009 |
| ----------------------------- | --------- | --------- |
| Чемпионаты мира               |           | 21        |
| Чемпионаты Европы             | 12        | WD        |
| Чемпионаты Израиля            | 1         | 1         |
| Этапы Гран-при: Cup of Russia |           | 8         |
| Coupe de Nice                 |           | 5         |

WD=снялись с соревнований